# San Isidro Campechero
San Isidro Campechero är en ort i Mexiko.   Den ligger i kommunen Villa de Tututepec de Melchor Ocampo och delstaten Oaxaca, i den sydöstra delen av landet, 400 km söder om huvudstaden Mexico City. San Isidro Campechero ligger 108 meter över havet och antalet invånare är 109.
Terrängen runt San Isidro Campechero är kuperad åt nordväst, men åt sydost är den platt. Havet är nära San Isidro Campechero söderut.  Trakten runt San Isidro Campechero är nära nog obefolkad, med mindre än två invånare per kvadratkilometer. Närmaste större samhälle är Alejo Peralta, 6,4 km öster om San Isidro Campechero. I omgivningarna runt San Isidro Campechero växer huvudsakligen savannskog.